# Lac de Dąbie
Pour les articles homonymes, voir Dąbie (homonymie).
Ce que l'on appelle lac de Dąbie est en réalité un élargissement de l'Oder peu avant son embouchure. Long d'environ quinze kilomètres et large d'environ sept kilomètres à son point le plus large, d'une superficie d'environ 54 km², le lac Dąbie s'étale après le centre-ville de Szczecin, où les plaines de l'Oder, caractérisées par de nombreux bras fluviaux et îles, se fondent dans un lac ouvert. Peu au-dessus de la ville de Police, le fleuve retourne dans son lit ; avant de s'élargir à nouveau et de se jeter dans la lagune de Szczecin.

## Description
Le nom du lac vient de la ville de Dąbie, située sur la rive orientale de l'Oder, aujourd'hui un quartier de Szczecin. En allemand, le lac s'appelle Dammscher See, du nom allemand de Dąbie (Altdamm).
La rive ouest du lac est densément bâtie avec les quartiers industriels et portuaires de Szczecin ; au sud, le grand port maritime de la ville sépare le lac de Dąbie du parc paysager de la basse vallée de l'Oder ; et au sud-est se trouve le quartier de Dąbie. Les rives est et nord sont en grande partie inhabitées, la ville la plus proche (Goleniów) se trouvant à environ 10 km à l'est.
Il s'agit du seul lac de Pologne accessible aux navires hauturiers.

## Galerie

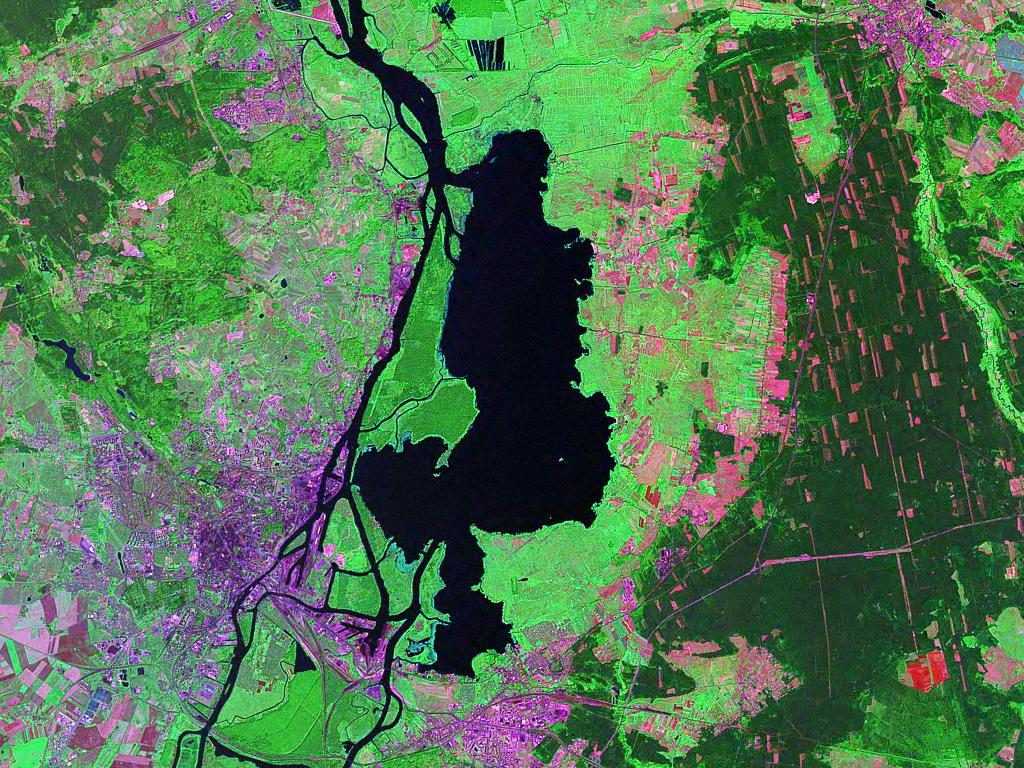
Image satellite du lac de Dąbie
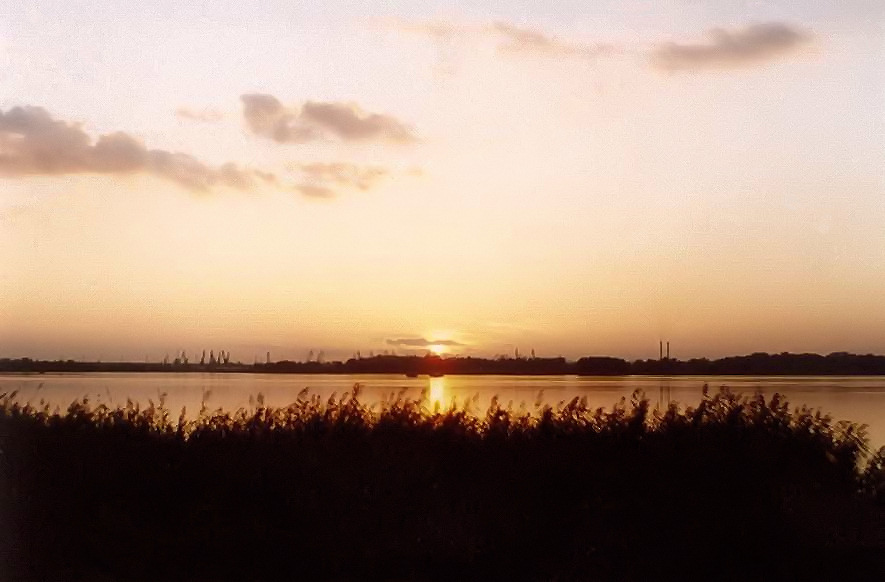
Szczecin au loin derrière le lac de Dąbie
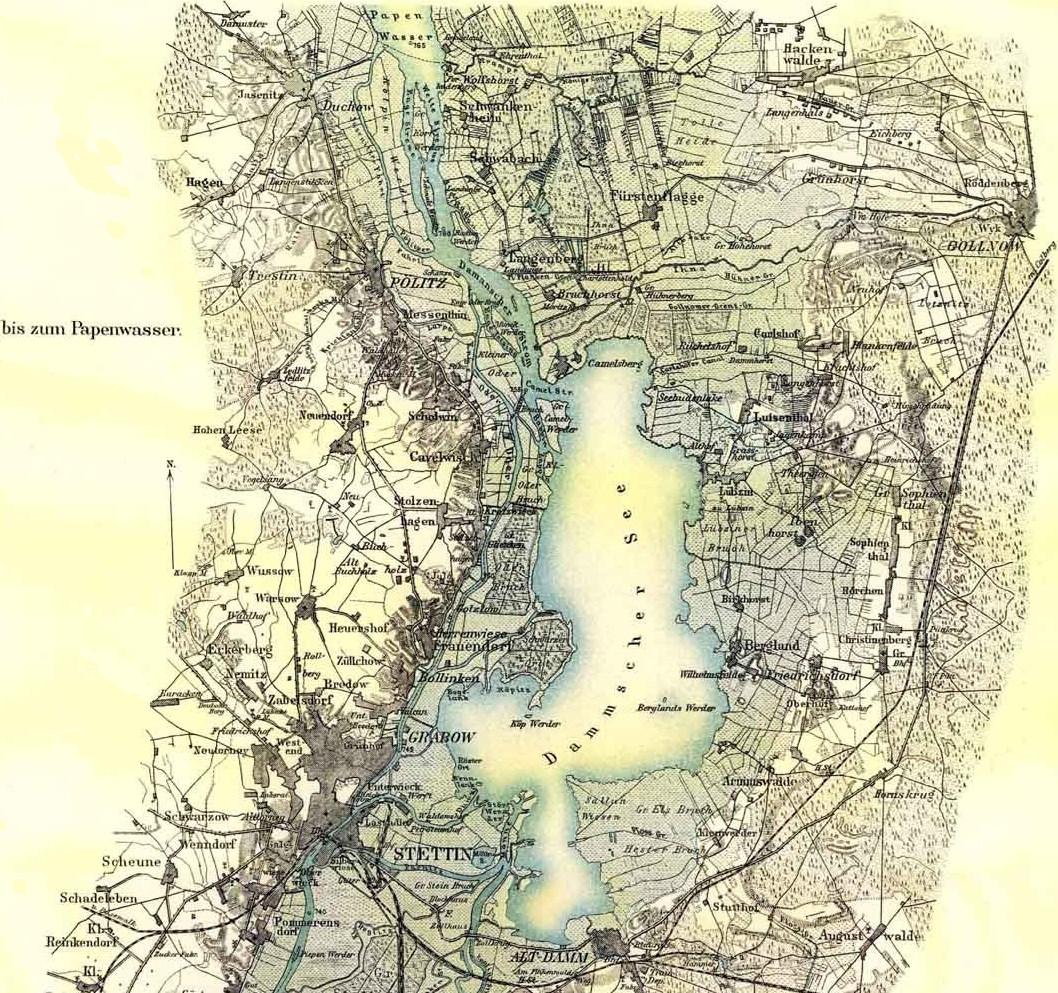
Carte du lac de Dąbie de 1896
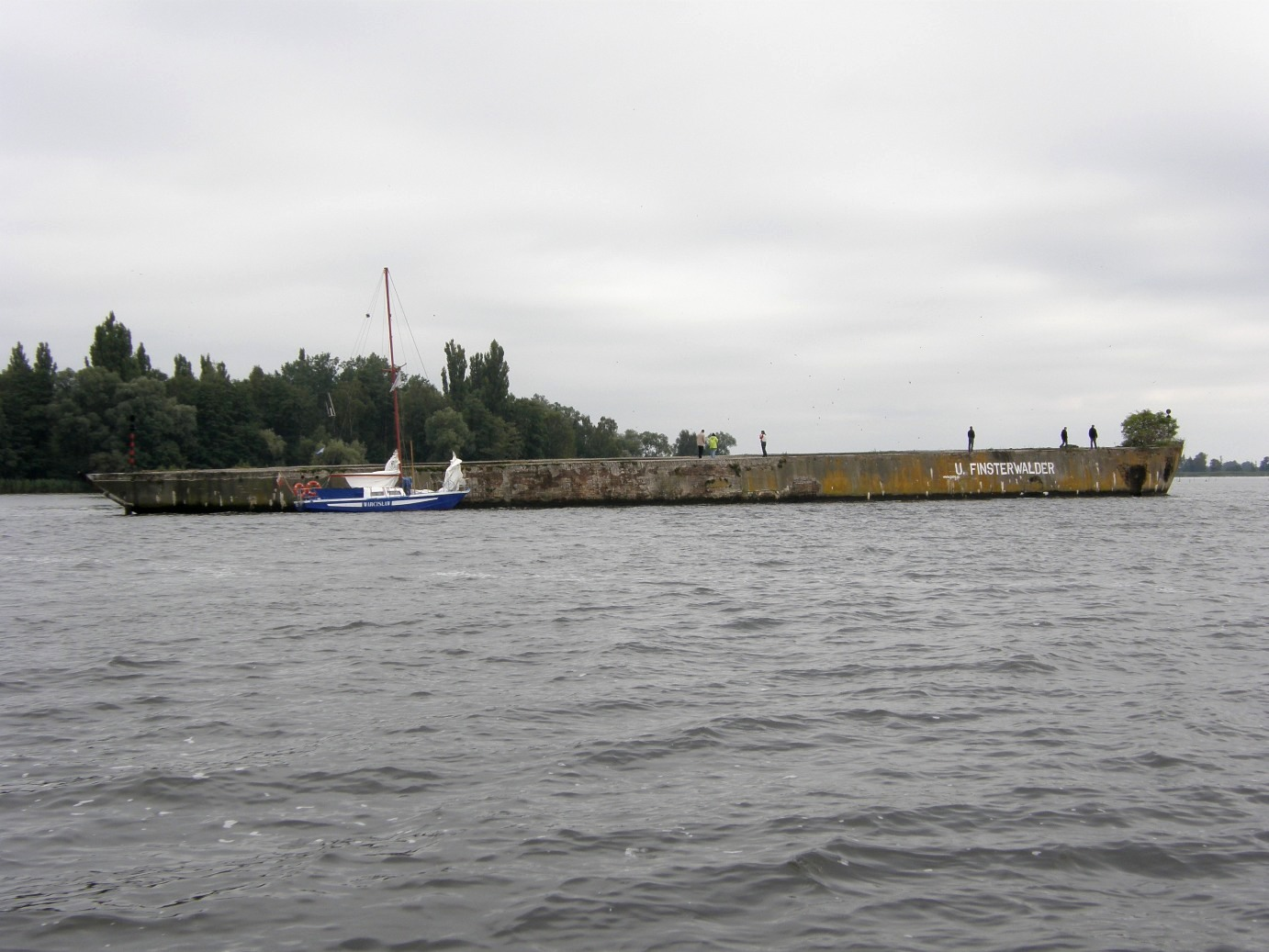
Épave de l'Ulrich Finsterwalder dans le lac de Dąbie